# Mercenaries: Playground of Destruction
Mercenaries: Playground of Destruction (dt.: Söldner: Spielplatz der Zerstörung) ist ein Videospiel der Pandemic Studios. Es erschien 2005 für PlayStation 2 und Xbox. 2008 wurde der Nachfolger "Mercenaries 2: World in Flames" für PlayStation 2, PlayStation 3, Xbox 360 und PC veröffentlicht.

## Inhalt
Nachdem es in der Demokratischen Volksrepublik Korea zu einem Militärputsch gekommen ist, droht der Welt ein Atomkrieg. Nach dem gescheiterten Versuch von Spezialeinheiten, die nordkoreanischen Kernwaffen außer Gefecht zu setzen, marschieren verschiedene Parteien (wie Südkorea und China) in das Land ein, welches wiederum einen Countdown startet, an dessen Ende Seoul zum Ziel von Atomraketen werden soll. Inmitten dieses Szenarios heuern die Militärs die Söldnerorganisation Executive Operations an, um die Situation doch noch zu retten.
Das Spiel besitzt mehrere Enden, von denen jedoch die Angliederung Nordkoreas an die Volksrepublik China als kanonisch gilt.

## Spielprinzip
Der Spieler steuert einen Söldner in Third-Person-Perspektive durch ein nordkoreanisches Krisengebiet. Dies kann er zu Fuß oder an Bord verschiedenster Fahrzeuge tun. Zielführender Bestandteil des Spiels ist es, gesuchte Personen zu neutralisieren (töten oder gefangen nehmen). Jede Zielperson wird durch eine Spielkarte aus einem 52er Blatt repräsentiert. Das Spiel ist in vier Abschnitte aufgeteilt, die den Farben des Kartenblatts entsprechen. So muss der Spieler durch das Sichern von Zielen ein gewisses Aufklärungslevel erreichen, um den sogenannten Assauftrag freizuschalten. In diesem versucht man in einem kleineren, isolierten Teil der Spielwelt die Person zu neutralisieren, welche das Ass der Farbe darstellt, in deren Spielabschnitt sich der Spieler gerade befindet. So sind die Kreuz-Karten Zivilisten und größtenteils Beamte der ehemaligen, gestürzten Regierung, das Karo-Blatt wichtige Militärs, die Herz-Karten Wissenschaftler (vor allem Nuklearforscher) und das Pik-Deck die persönlichen Leibwächter sowie höchsten Untergebenen des Antagonisten General Choi Song (Pik-Ass). Nach der Erfüllung des Assauftrags wird die nächste Kartenfarbe freigeschaltet (und die Spielwelt bezogenen Einflüsse der alten verschwinden, wie z. B. ungesicherte Zahlenkarten und die zu ihrem Umfeld gehörenden Bunkeranlagen sowie Fahrzeuge). Mit Abschluss des letzten Auftrags, bei dem der Spieler General Song tötet oder inhaftiert, erhält man 100 Millionen US-Dollar und das Spiel beginnt von vorne. Man spielt anfangs in der südlichen (DMZ bis Pjöngjang) und zur zweiten Hälfte des Spieles in der nördlichen Provinz (Taechon bis Dandong, Volksrepublik China).

## Aufträge
In Mercenaries gibt jede Seite pro Kartenfarbe drei Aufträge an den Spieler frei.
Um einen Auftrag anzunehmen, geht man in das Hauptquartier der jeweiligen Seite, in der man dann über den Auftrag informiert wird. Am Anfang jedes Gesprächs sagt der Auftraggeber einen spezifischen Spruch, der mit der momentanen Einstellung der Seite gegenüber dem Spieler und der aktuellen Kartenfarbe variiert.
Als Nächstes folgt eine Aufklärung über den Auftrag. Danach gibt es weitere drei „Sprüche“, die mit Zeitabstand gesagt werden (variieren von Auftrag zu Auftrag). Während des gesamten Gesprächs kann man den Raum verlassen, und damit den Auftrag ablehnen oder zum Stellvertreter des Repräsentanten der auftraggebenden Seite gehen, ihn ansprechen und damit den Auftrag beginnen.
Am Ende eines Auftrages bekommt man seinen Lohn überwiesen, welchen man mit Sekundärzielen erhöhen kann. Von dem Geld kann der Spieler wiederum Waffen und Fahrzeuge erwerben, die teilweise direkt per Fallschirm abgeworfen werden.
Die letzten Aufträge aller Seiten haben mit der Verfolgung einer hohen Karte zu tun (AN bietet immer den Assauftrag an, benötigt wird eine gewisse Aufklärung, die durch die Gefangennahme/Liquidierung eines Teils der Zahlen-/Bilderkarten erreicht wird).

## Sonstiges
Der Name der Söldnerorganisation Executive Operations [ExOps] erinnert sehr stark an die private Sicherheits- und Militärfirma Executive Outcomes [EO]. Das Firmenemblem von ExOps hat, ebenso wie Executive Outcome, einen Springer
eines Schachspiels als Wappentier. Im Jahr 1999 wurde Executive Outcome aufgelöst.
Außerdem gibt es im Spiel eine Karte, auf der das Propagandadorf zu finden ist. In diesem Dorf sind alle Häuser nur mit Stahlträgern aufgestellt und vollkommen leer.